# Pandanus discostigma
Pandanus discostigma är en enhjärtbladig växtart som beskrevs av Ugolino Martelli. Pandanus discostigma ingår i släktet Pandanus och familjen Pandanaceae. Inga underarter finns listade.